# Comuna Brețcu, Covasna
Brețcu (maghiară Bereck) este o comună în județul Covasna, Transilvania, România, formată din satele Brețcu (reședința), Mărtănuș și Oituz.

## Istoric
Breucii (în greacă Βρεῦκοι) au fost membrii unui mic trib de iliri care au migrat în vecinătatea actualului Brčko din Bosnia și Herțegovina. După cucerirea romană în secolul I î.Hr., mulți breuci au migrat și s-au stabilit în Dacia, unde o localitate numit Bereck sau Brețcu, un râu (râul Brețcu) și un munte (Munții Brețcului) din România de astăzi au fost numite după ei.
Localitatea a fost atestată documentar începând cu anul 1426 sub diverse nume: Bereczk (1476), Breczko (1482-1496), Bretzku (1787 și 1850), Bereck (1854).
La Brețcu, primele cercetări arheologice sistematice au fost întreprinse numai între anii 1925-1926 de Emil Panaitescu. În această perioadă au fost descoperite termele castrului aflate la 100 m de castru. Ștampilele de pe cărămizi aflate în castru și la terme aparțin unităților militare COH(ors) HIS(panorum) și COH(ors) I BRAC(araugustanorum). În anul 1950 un colectiv condus de M. Macrea au efectuat noi săpături. Pe terasa largă numită Cetatea Lupului, s-au descoperit la suprafață pe o întindere de 2-3 hectare fragmente de cărămizi, țigle și ceramică, indicând locul așezării civile (vicus canabae) aflate în apropierea castrului.
G. Popa Lisseanu, O.G. Lecca, A. Lapedatu și I. Lupaș susțin că Brețcu a fost un vechi cnezat românesc pomenit în diploma regelui Sigismund din anul 1426.
Conform analizei diplomei din anul 1426 făcută de Lisseanu, Brețcu a fost un cnezat românesc condus de Ioan Cneazul (chinezul în originalul tradus de Lisseanu) zis Ungurul și Radul fiul lui Țacu din Brețcu. Aceștia se prezintă înaintea regelui Sigismund și-l roagă să confirme privilegiile și libertățile comunei lor. Regele Sigismund admite ca satul româneasc Brețcu să fie și de acum înainte supuși numai jurisdicției ducelui lor și să păzească și pe viitor frontiera Transilvaniei dinspre Moldova.
Textul în limba latină: Nos Sigismundus... commendamus tenore presentium, significantes quibus expedit universis; Quod venientes nostre Majestatis in presentiam fideles nostri Joannes Kenesius dictus Magyar, et Radul filius Czako de Bereczkfalva, nostre declararunt Majestati, quod in confinibus Terre Siculorum nostrorum, versus partes Moldavie existeret quedam villa Valachalis Bereczkfalva vocata...

## Demografie
Componența etnică a comunei Brețcu
     Maghiari (73,24%)
     Români (23,28%)
     Alte etnii (0,22%)
     Necunoscută (3,26%)
Componența confesională a comunei Brețcu
     Romano-catolici (72,8%)
     Ortodocși (19,76%)
     Reformați (1,76%)
     Penticostali (1,4%)
     Alte religii (0,77%)
     Necunoscută (3,51%)
Conform recensământului efectuat în 2021, populația comunei Brețcu se ridică la 3.132 de locuitori, în scădere față de recensământul anterior din 2011, când fuseseră înregistrați 3.550 de locuitori. Majoritatea locuitorilor sunt maghiari (73,24%), cu o minoritate de români (23,28%), iar pentru 3,26% nu se cunoaște apartenența etnică. Din punct de vedere confesional, majoritatea locuitorilor sunt romano-catolici (72,8%), cu minorități de ortodocși (19,76%), reformați (1,76%) și penticostali (1,4%), iar pentru 3,51% nu se cunoaște apartenența confesională.

## Politică și administrație
Comuna Brețcu este administrată de un primar și un consiliu local compus din 13 consilieri. Primarul, Zoltán Dimény[*], de la Uniunea Democrată Maghiară din România, este în funcție din 2004. Începând cu alegerile locale din 2024, consiliul local are următoarea componență pe partide politice:
|  | Partid                                 | Consilieri | Componența Consiliului | Componența Consiliului | Componența Consiliului | Componența Consiliului | Componența Consiliului | Componența Consiliului | Componența Consiliului | Componența Consiliului | Componența Consiliului |
|  | -------------------------------------- | ---------- | ---------------------- | ---------------------- | ---------------------- | ---------------------- | ---------------------- | ---------------------- | ---------------------- | ---------------------- | ---------------------- |
|  | Uniunea Democrată Maghiară din România | 9          |                        |                        |                        |                        |                        |                        |                        |                        |                        |
|  | Partidul Național Liberal              | 3          |                        |                        |                        |                        |                        |                        |                        |                        |                        |
|  | Partidul Social Democrat               | 1          |                        |                        |                        |                        |                        |                        |                        |                        |                        |

## Imagini

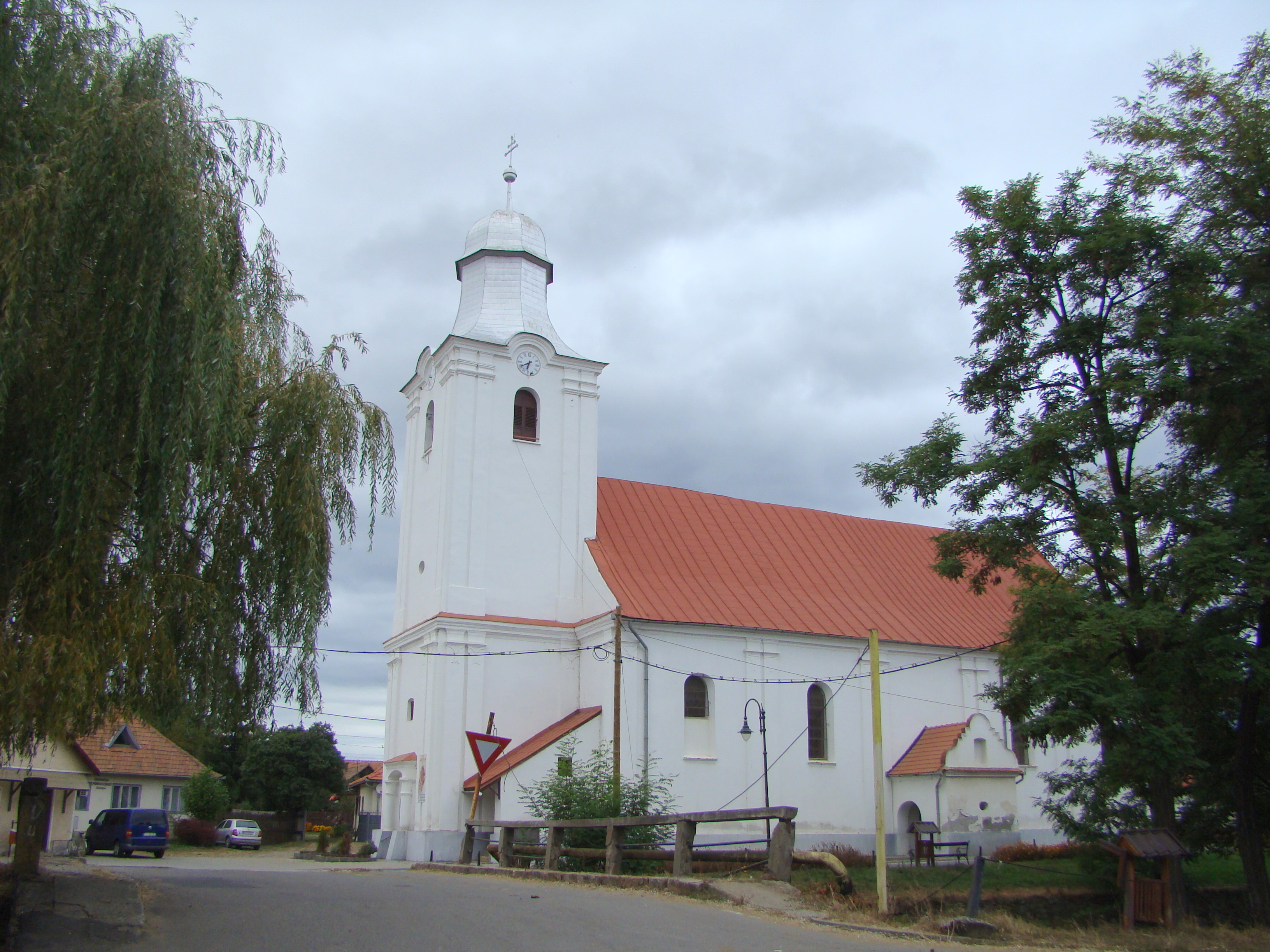
Biserica romano-catolică (1802)
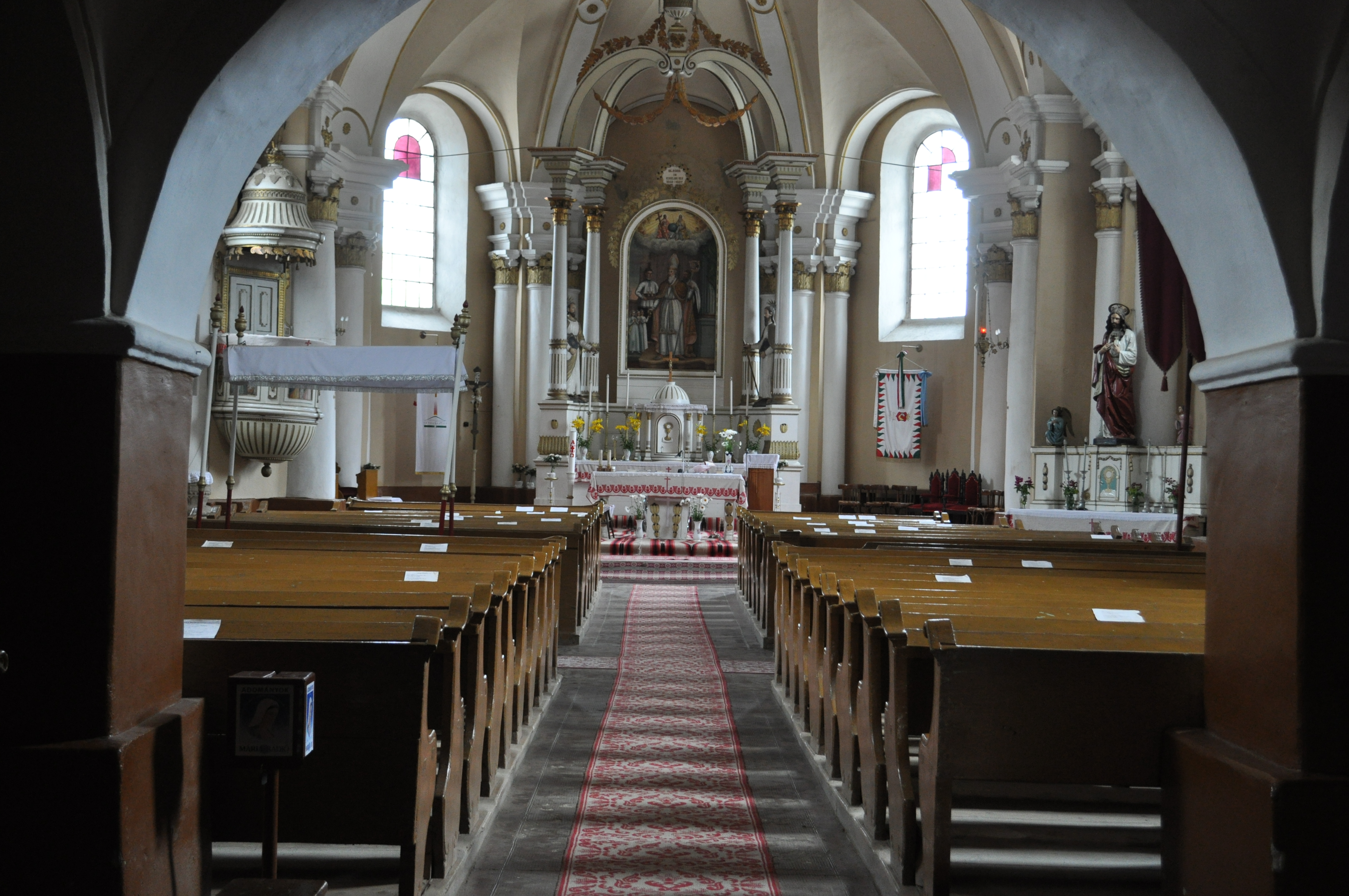
Biserica romano-catolică (nava spre altar)
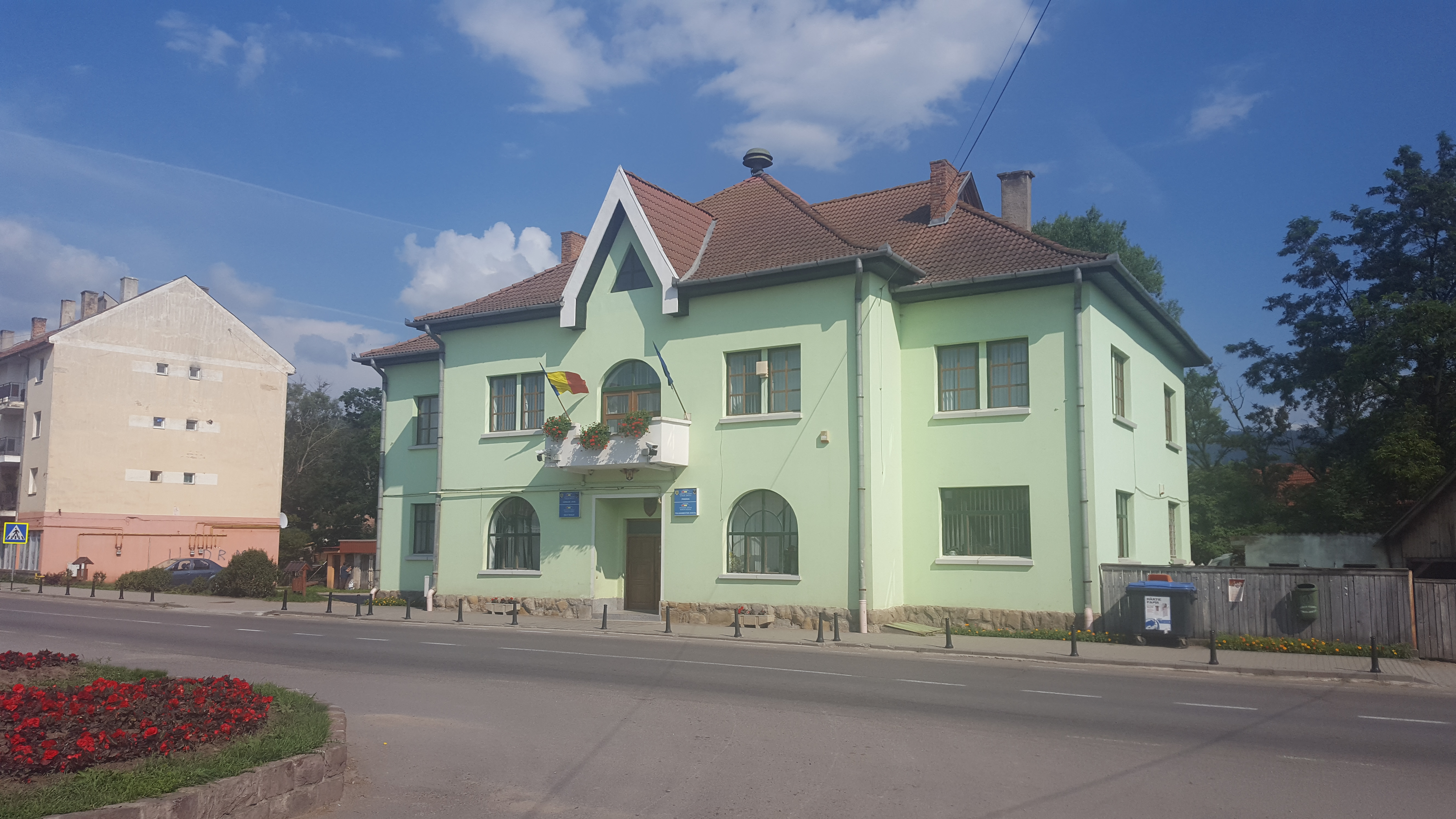
Primăria comunei
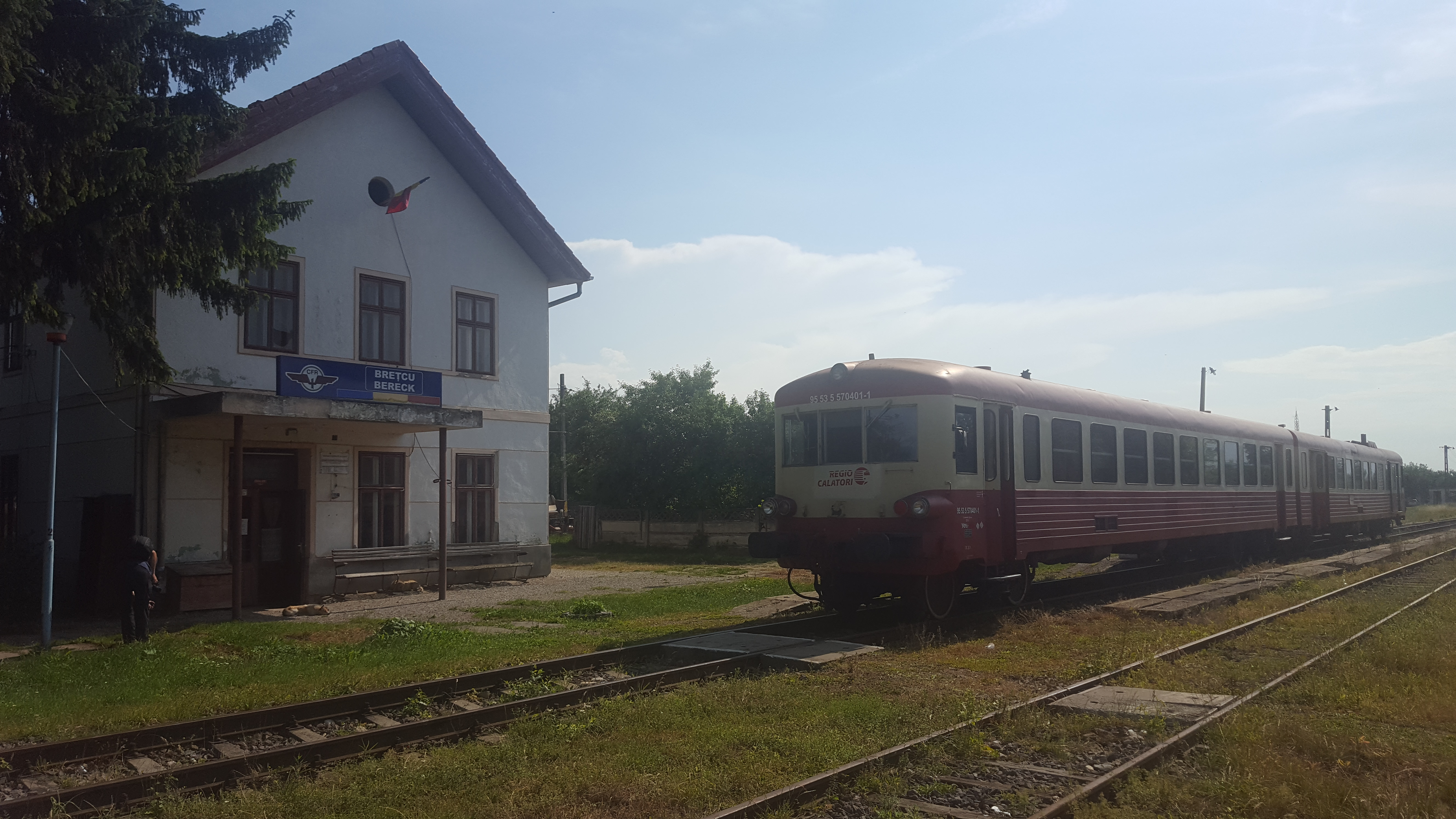
Gara
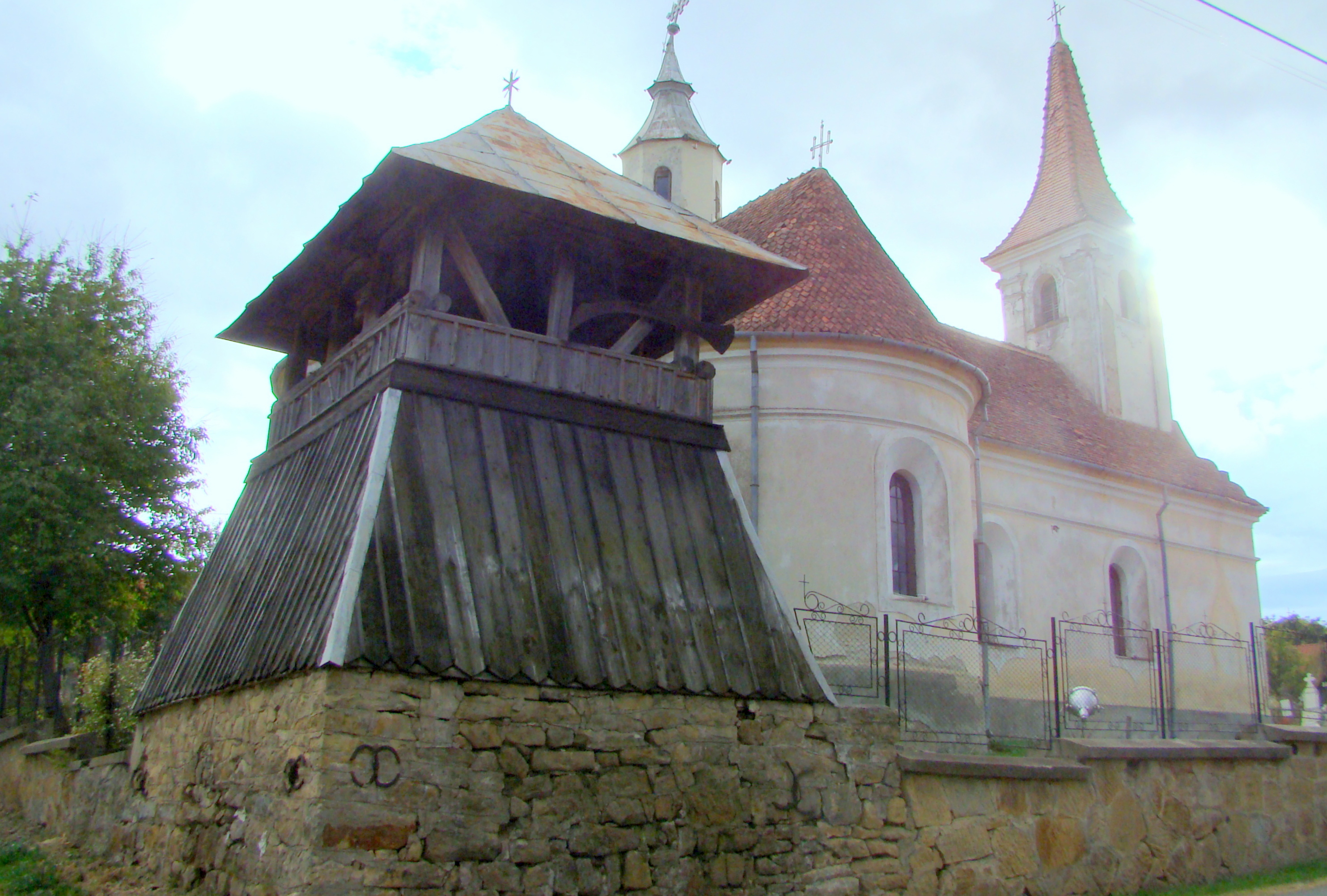
Biserica „Sfântul Ierarh Nicolae” (monument istoric)
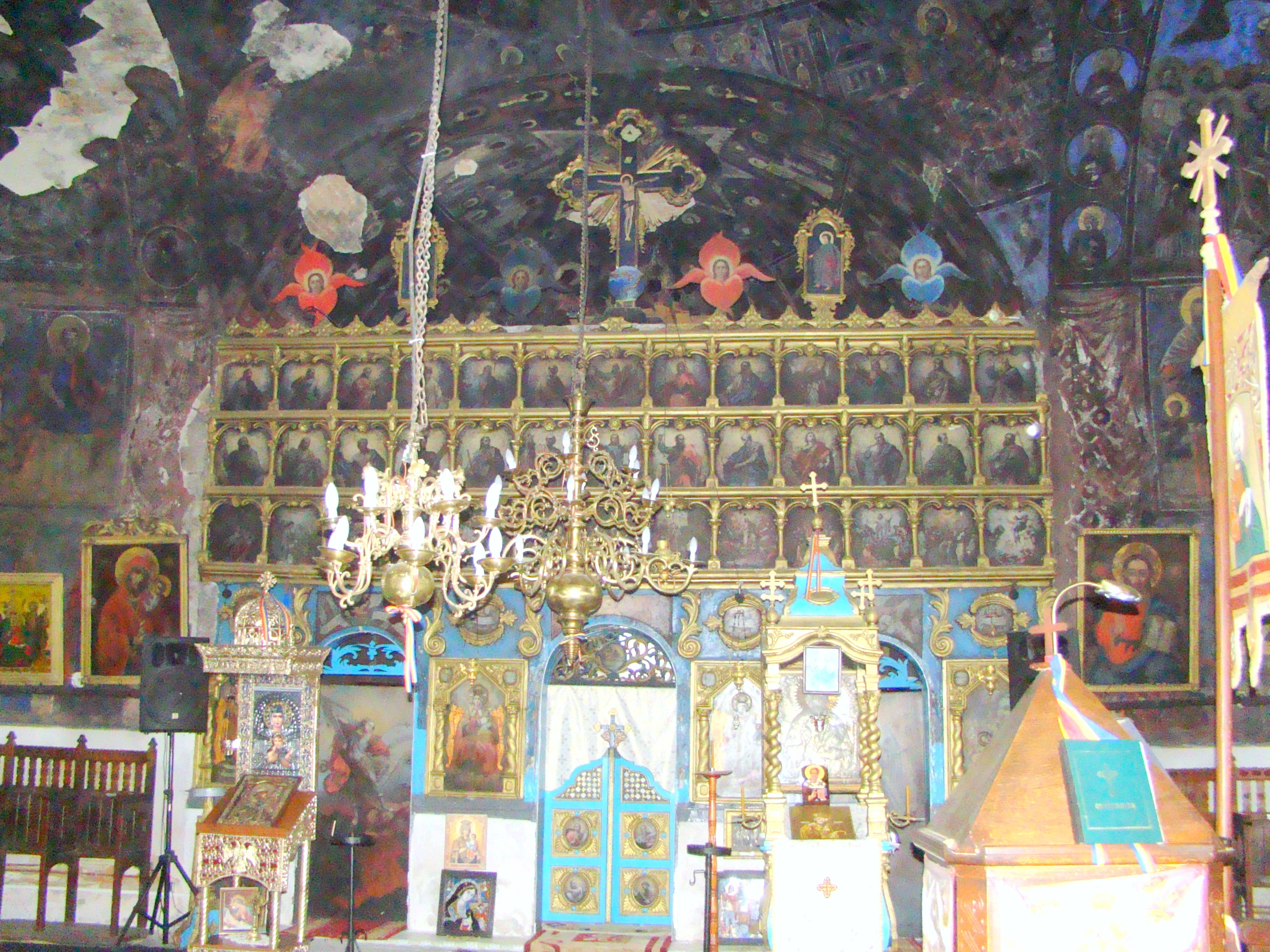
Biserica „Sfântul Ierarh Nicolae” (monument istoric)
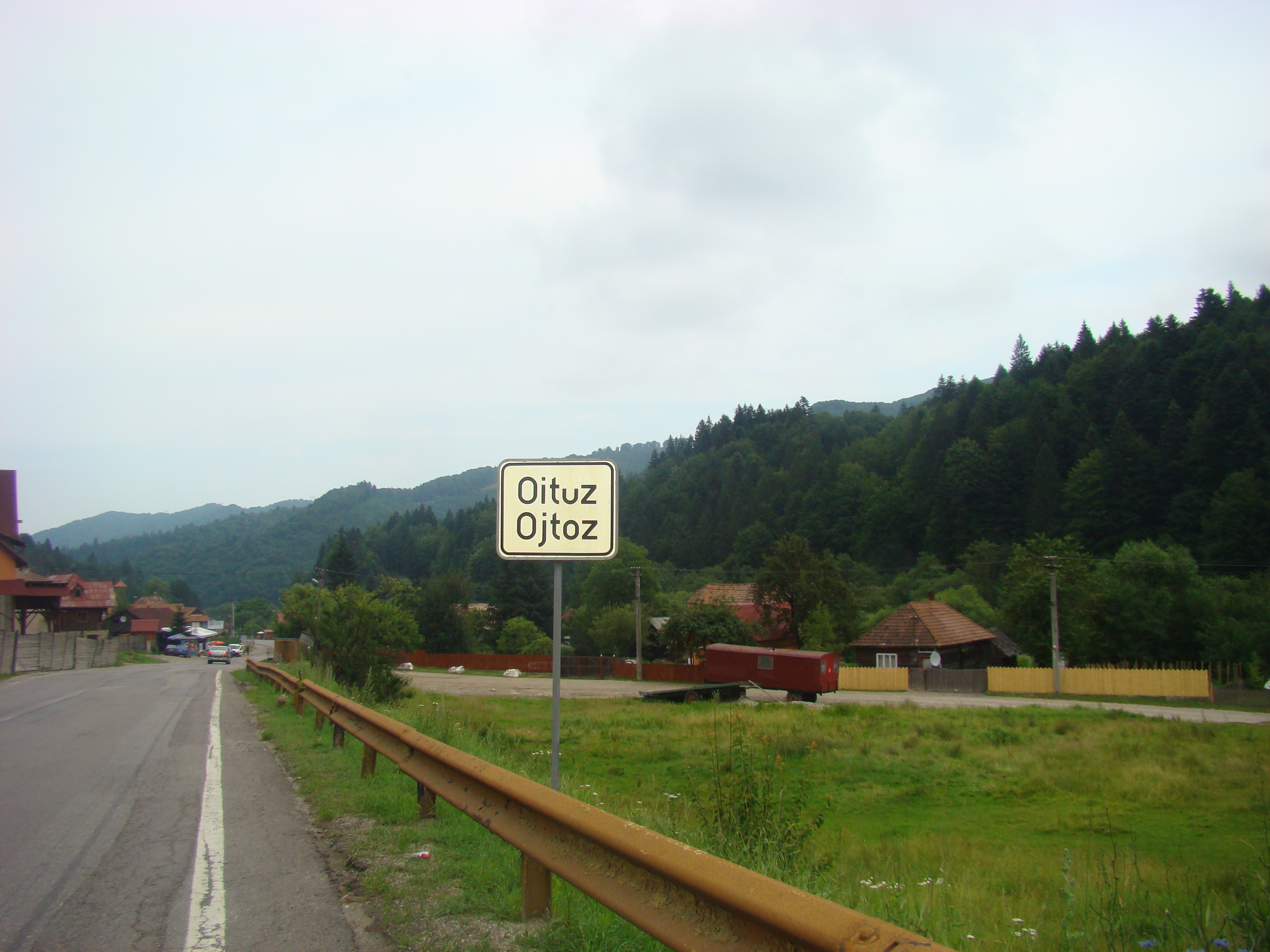
Oituz
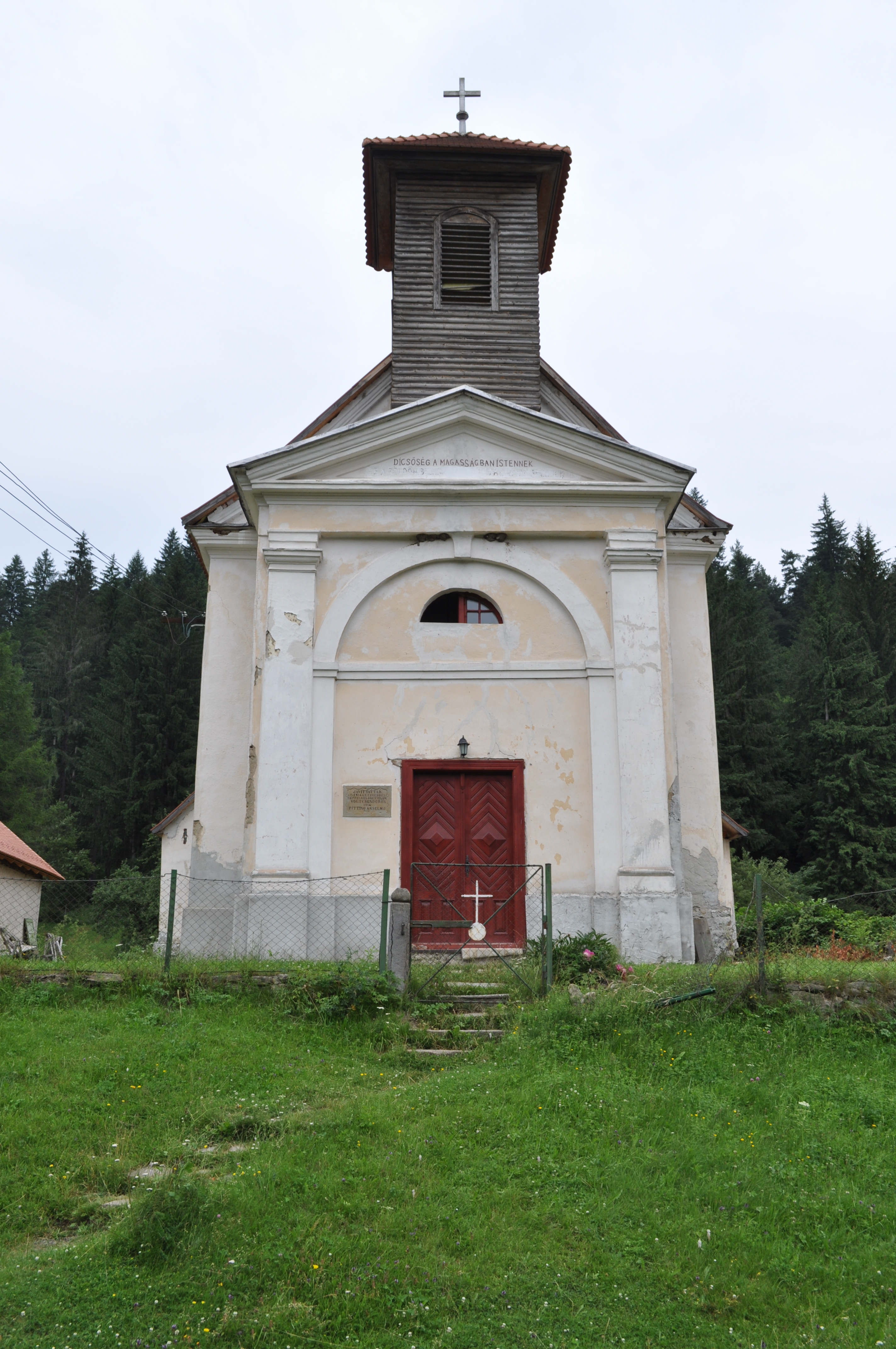
Biserica romano-catolică „Sf. Fabian și Sebastian” (1890)
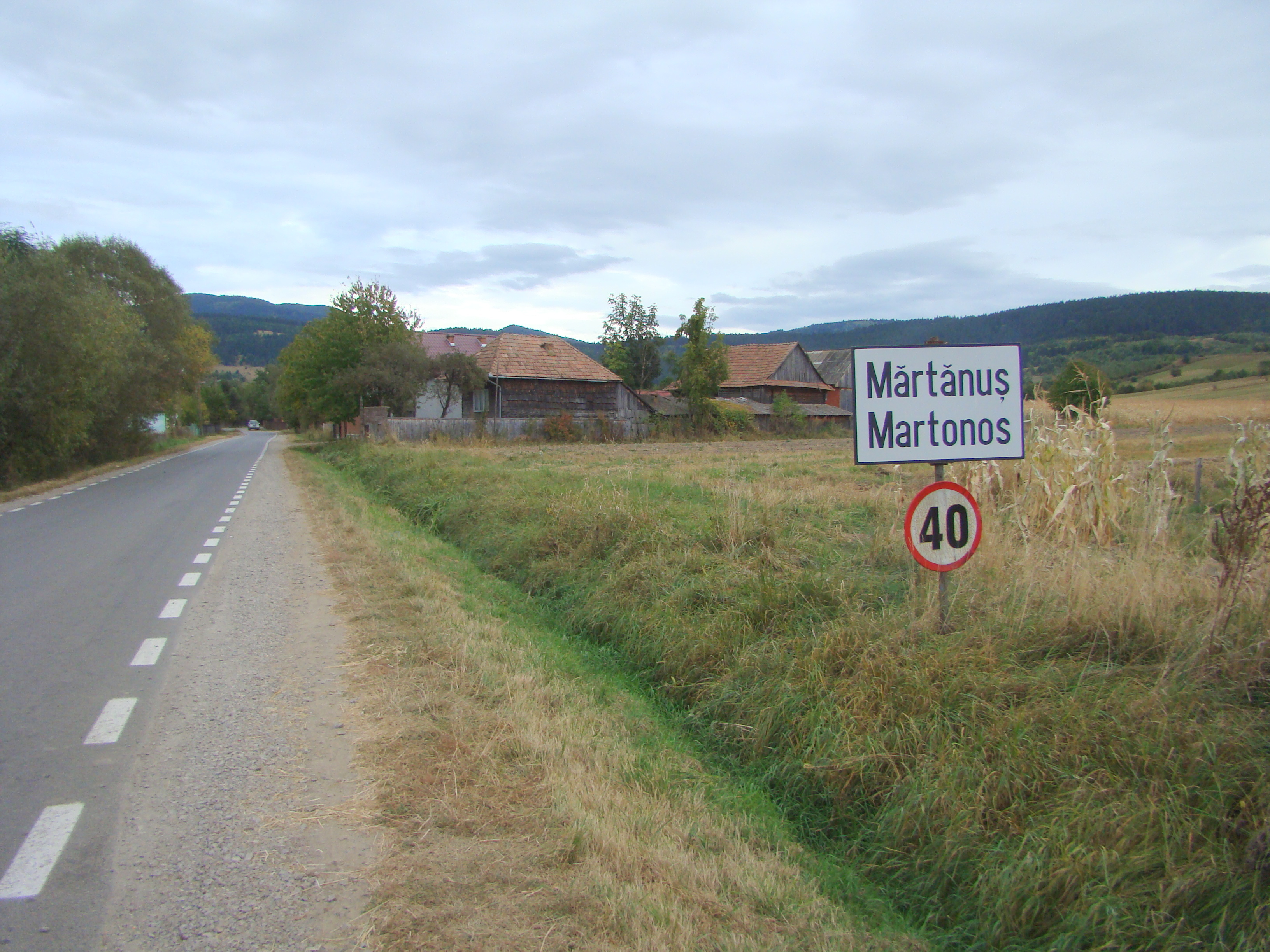
Mărtănuș
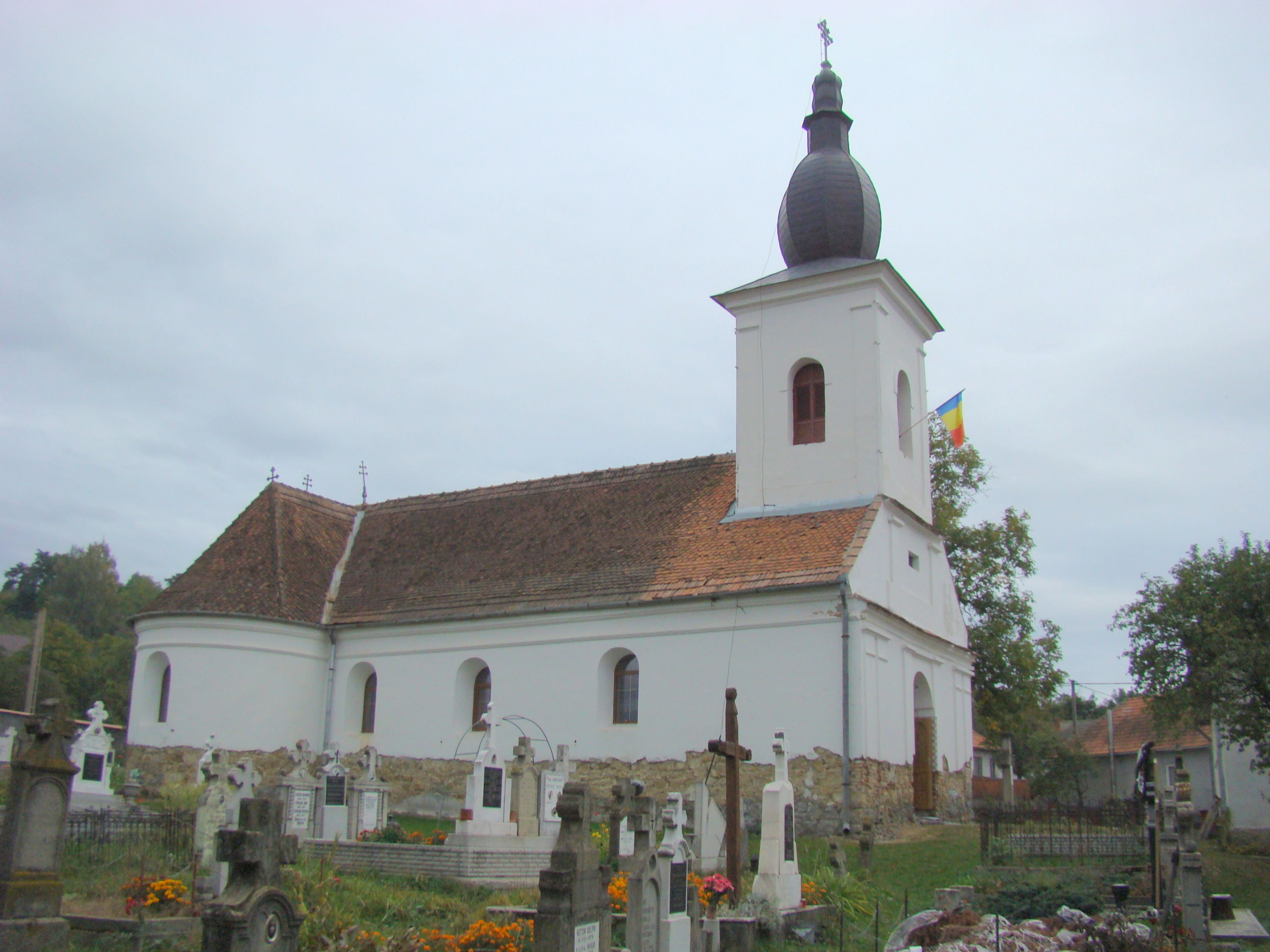
Biserica Adormirea Maicii Domnului din Mărtănuș (monument istoric)
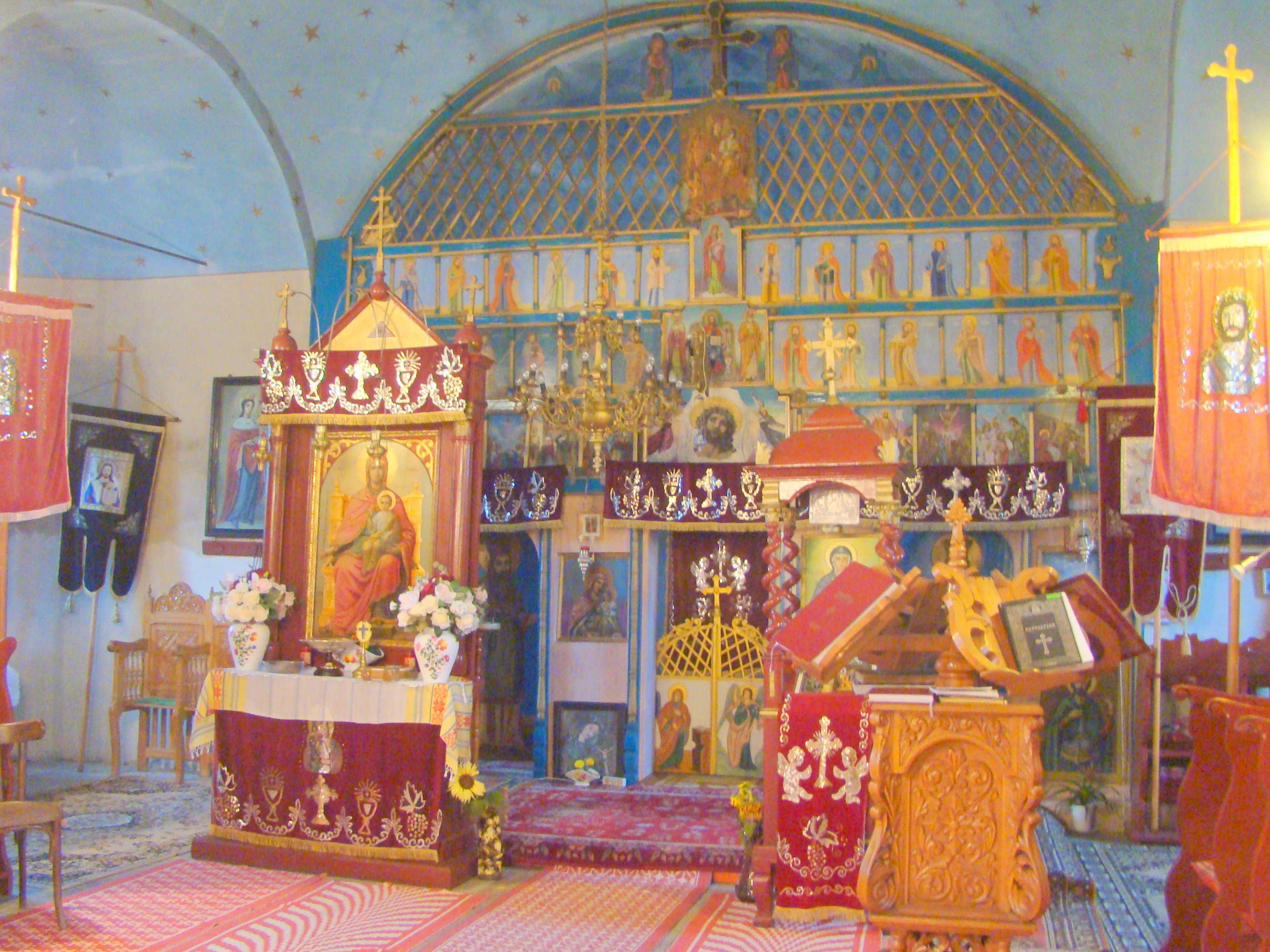
Biserica Adormirea Maicii Domnului din Mărtănuș (monument istoric)